# サン・ジョルジョ級装甲巡洋艦
| サン・ジョルジョ級                                                                  | サン・ジョルジョ級 |
| ----------------------------------------------------------------------------------- | --- |
| 艦首から撮影されたサン･ジョルジョ。遠方にジュゼッペ・ガリバルディ級の一隻が見える。 | |
| 艦級概観                                                                            | |
| 艦種                                                                                | 装甲巡洋艦 |
| 艦名                                                                                | 人名 |
| 前級                                                                                | ピサ級 |
| 次級                                                                                | トレント級 |
| 性能諸元（竣工時）                                                                  | |
| 排水量                                                                              | 常備：9,832トン、満載：10,100トン |
| 全長                                                                                | 140.5m |
| 水線長                                                                              | 130m |
| 全幅                                                                                | 22.2m |
| 吃水                                                                                | 7.76m |
| 機関                                                                                | サン・ジョルジョ：ブレキンデン式石炭・重油混焼水管缶22基＋直立型四気筒三段膨張式レシプロ機関2基2軸推進 サン・マルコ：ベルヴィール式石炭・重油混焼缶22基＋高速型直結タービン2組2軸推進）                                                                       |
| 最大速力                                                                            | サン・ジョルジョ：18,000hp サン・マルコ：20,000hp |
| 最大速力                                                                            | サン・ジョルジョ：23.2ノット サン・マルコ：23.7ノット |
| 航続距離                                                                            | サン・ジョルジョ：12ノット/3,100海里 サン・マルコ：12ノット/2,672海里 |
| 燃料                                                                                | 石炭：680トン（常備）、1,550トン（満載） 重油：50トン |
| 乗員                                                                                | 684名 |
| 兵装                                                                                | 25.4cm（45口径）連装砲2基 19cm（45口径）連装速射砲4基 7.6cm（40口径）単装速射砲16基 ヴィッカーズ 4.7cm（50口径）単装速射砲2基 45cm水中魚雷発射管3基（艦首1、舷側2）                                                                                           |
| 装甲                                                                                | 舷側：200mm（水線面上部主装甲）、180mm～90mm（艦首尾部）、60mm（艦首尾端部） 甲板：51mm 主砲塔：200mm（前盾）、200mm（後盾）、 主砲バーベット部：180mm（甲板上部）、160mm（甲板下部） 副砲塔：180mm（最厚部） 副砲ケースメイト：170mm（最厚部） 司令塔：250mm |

サン・ジョルジョ級（CLasse San Giorgio）は、イタリア海軍の装甲巡洋艦の艦級である。海外では装甲巡洋艦に類別されたが、イタリア海軍では正式には二等戦艦に類別された。「ピサ」（Pisa）級装甲巡洋艦に引き続き、イタリア海軍が第一次世界大戦前に竣工させた最後の装甲巡洋艦である。
本級は、ピサ級巡洋艦の改良型として1905年度海軍計画で1隻と1907年度計画で1隻の計2隻が就役した。前級よりも排水量は僅かに大型化し、航洋性能の向上のために船首楼甲板を新たに設けた設計として設計士官エドアルド・マスデアの手により纏められた。本級の機関は「サン・ジョルジョ」はピサ級と同じくレシプロ機関であったが、2番艦の「サン・マルコ」は比較研究のためにタービン機関で異なっていた。

## 艦形

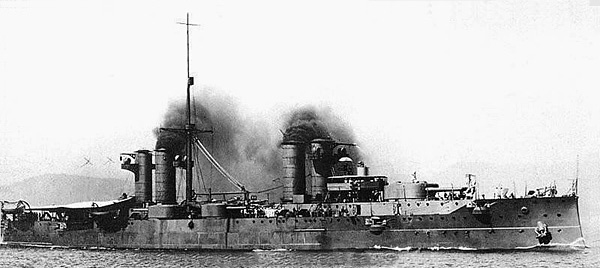
竣工時の「サン・マルコ」。

本級の船体は新設計の長船首楼甲板型船体で、外洋航行時の凌波性が改善され、また艦内容積の増加により居住性も向上した。水面下には未だ衝角（ラム）が付いた艦首から、船首楼甲板の幅は、副砲の射界を確保すべく幅が狭く設計されていた。艦首甲板上には主砲として前級から引き続き楕円筒形の連装砲塔に収めた1番主砲塔を配置、司令塔を組み込んだ操舵艦橋の背後には4本煙突が立つが、中央部に副砲弾薬庫を挟むために煙突は2本ずつ前後に離されて配置された。
舷側中央部には副砲を主砲塔と同じ形状の楕円筒形の連装砲塔に収め、これを背中合わせに片舷2基ずつ計4基を配置した。艦載艇は副砲塔の爆風を避けるため、2番煙突と3番煙突の間の船首楼甲板に並べられ、3番煙突の直前に立つ単脚式のマストを基部とするクレーン1基により運用された。4番煙突の後ろに後部見張所が設けられたところで船首楼甲板が終了し、1段下がった後部甲板上に2番主砲塔が後向きに1基配置された。

### 就役後の近代化改装

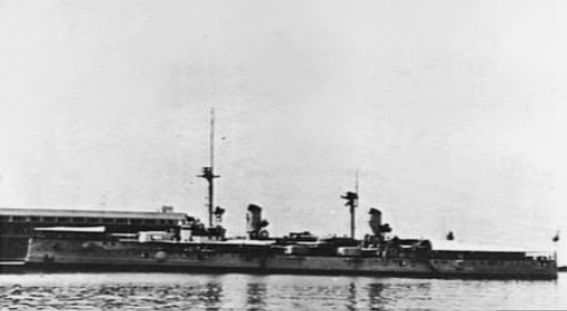
1940年に撮られた「サン・ジョルジョ」。

戦訓により、遠距離射撃時の観測所を高所に設ける必要が生じたため、1916年に艦橋基部を基部とする単脚式の前部マスト1本が立てられ、元からあった3番煙突前のマストと合わせて2本となった。1918年に7.6cm速射砲8基と4.7cm速射砲全てを撤去し、対空火器として7.6cm高角砲を単装砲架で6基、6.5mm単装機銃2丁を搭載した。
1937年から1938年6月にかけて「サン・ジョルジョ」はラ・スペチア工廠で練習艦として近代化改装が行われ、外観面での違いは老朽化したボイラーを換装した際にボイラー数が減少したために4本煙突のうち艦首側1本と後部マストに近い1本を撤去して2本となった。武装面では7.6cm速射砲10基と7.6cm高角砲6基と6.5mm単装機銃2丁を撤去し、新たに10cm高角砲を連装砲架で1番主砲塔の前に1基、副砲塔の間に片舷1基ずつ、後部見張り所の跡に1基ずつの計4基が搭載され対空火力が強化された。他に近接火器として13.2mm連装機銃を2丁を搭載した。この改装により重量が増加し、基準排水量は9,470トン、満載排水量で11,500トンとなった。その後、1940年にトブルクで対空砲台として使用すべく10cm連装高角砲1基と3.7cm機関砲を6門と2cm連装機銃6基と13.2mm連装機銃5基を追加装備した。
一方、「サン・マルコ」は1931年から無線操縦の標的艦へと改装を受け、武装と装甲が撤去されて軽量化して基準排水量は8,600トンとなった。省力化のためにボイラーを重油専焼缶4基へと換装した。

## 武装

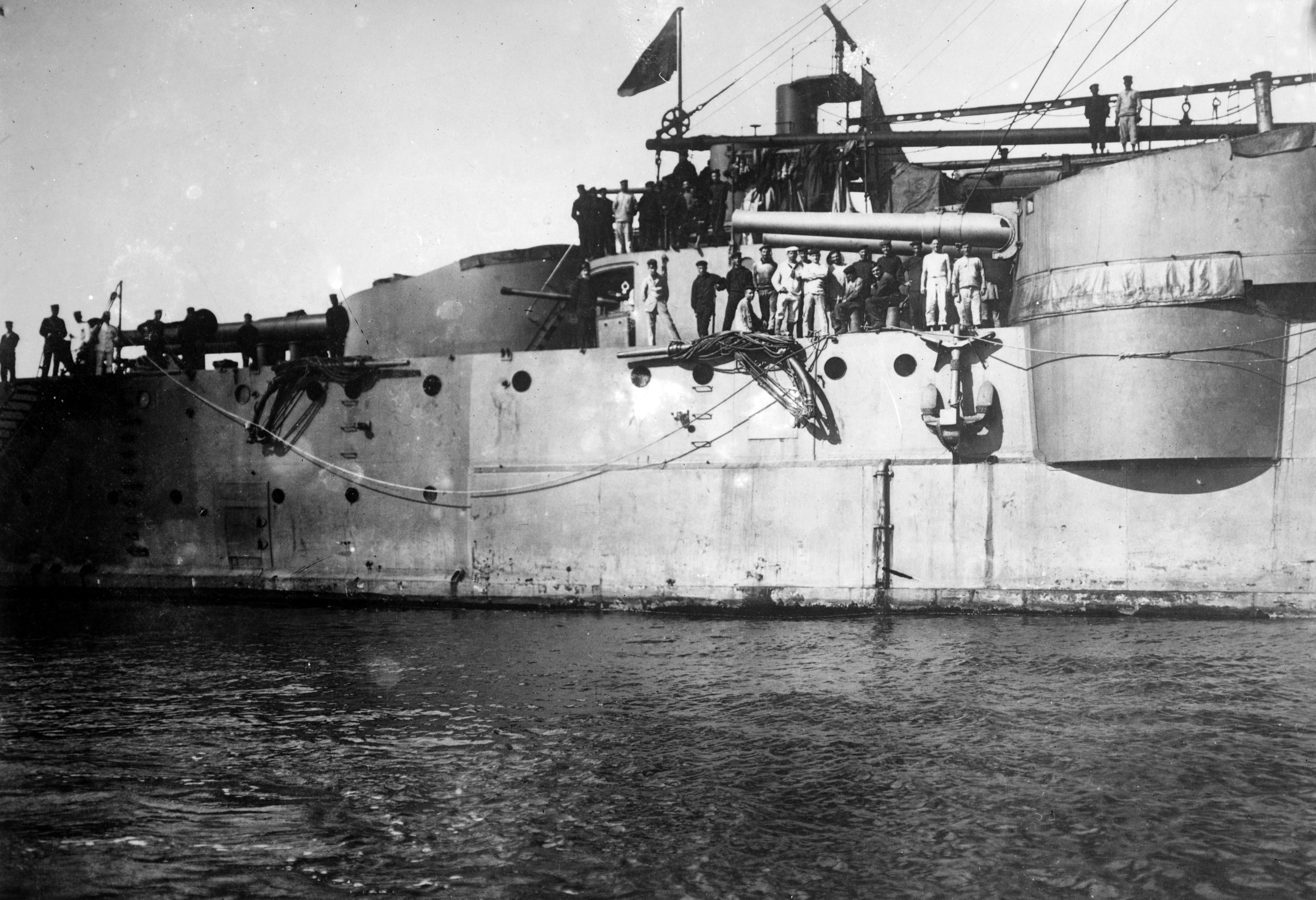
写真はピサ級の25.4cm主砲塔と19.1cm副砲塔。形状は異なるが本級も同じ大砲を使用していた。

### 主砲
本級の主砲は強力で、前級に引き続き1908年型 25.4cm（45口径）砲を採用した。列強の装甲巡洋艦で口径20cmを超える砲の採用例は少なく、他に日本海軍の「筑波」級・「鞍馬」級などがある。重量227.0kgの砲弾を使用した場合最大仰角25度で射程25,000 mであり、これを連装砲塔に収めた。俯仰能力は仰角25度・俯角5度である、旋回角度は船体首尾線方向を0度として左右150度の広い旋回角度を持つ。砲身の俯仰・砲塔の旋回・砲弾の揚弾・装填は主に電力で行われ、補助に人力を必要とした。発射速度は毎分2.6発である。

### 副砲・機銃・水雷兵装

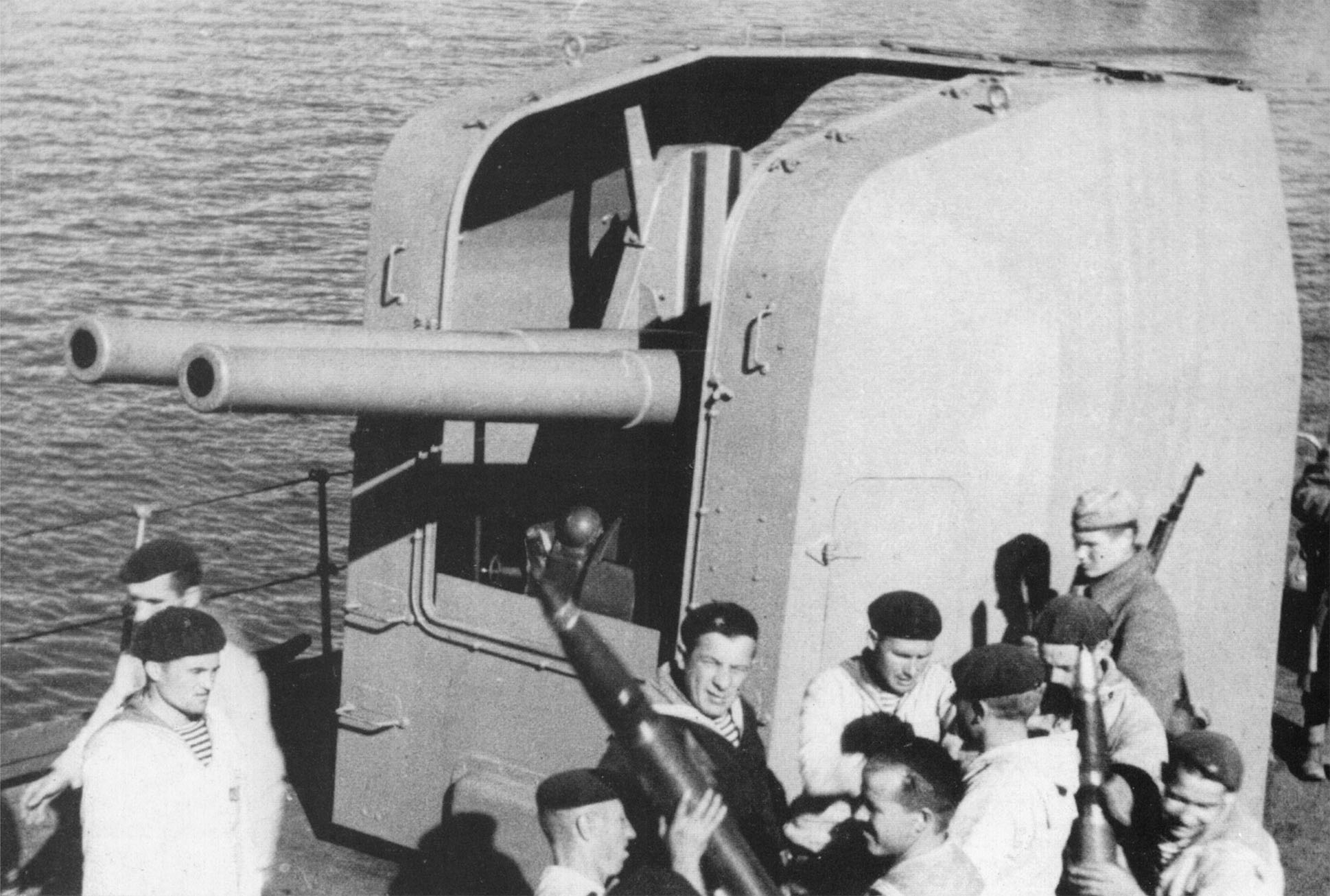
1938年の近代化改装でサン・ジョルジョにも搭載された10cm（47口径）連装高角砲

副砲は破壊力を重視して1908年型 19 cm（45口径）速射砲を採用した。重量90.9kgの砲弾を使用した場合最大仰角25度では射程22,000 mであり、これを連装砲塔に収めた。俯仰能力は仰角25度・俯角5度である、旋回角度は160度。砲身の俯仰・砲塔の旋回・砲弾の揚弾・装填は主に電力で行われ、補助に人力を必要とした。発射速度は毎分2.6発である。
その他に対水雷艇用にアームストロング 7.62 cm（40口径）速射砲を単装砲架で舷側ケースメイトに片舷8基ずつの計16基16門を配置。オチキス社製47 mm（43口径）機砲を単装砲架で2基2門を搭載した。
水雷兵装として、45 cm水中魚雷発射管単装3基を装備した。
1938年の近代化改装により、「サン・ジョルジョ」には対空火器としてOTO10cm（47口径）連装高角砲（トレント級重巡洋艦#高角砲・機銃・水雷兵装を参照）が搭載された。

## 機関

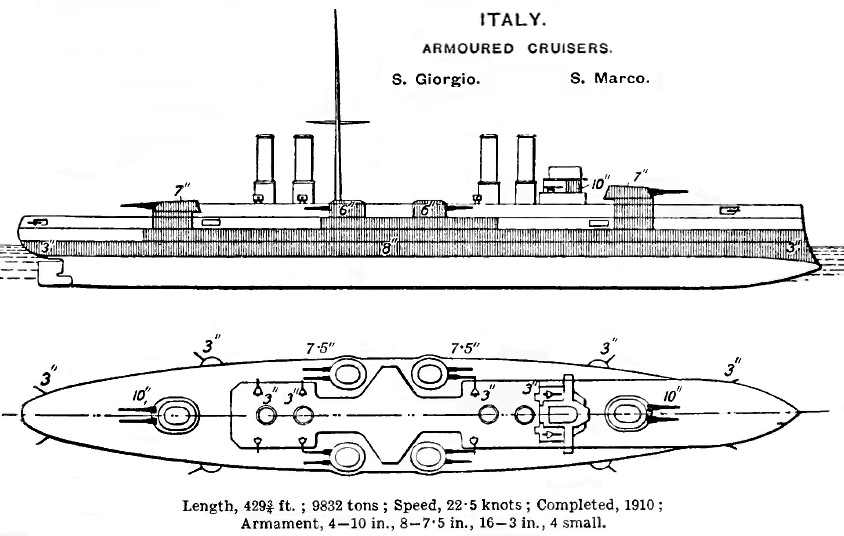
就役時のサン･マルコの武装と装甲の配置を表した図。

ボイラーは自国製造のベルキンデン式石炭・重油混焼水管缶22基を副砲弾薬庫を避けて前部ボイラー室と後部ボイラー室に分散配置していた。推進機関は「サン・ジョルジョ」が直立型三段膨張式四気筒レシプロ機関2基で2軸推進とし出力18200hp、速力23.2ノットを発揮した。航続性は10ノットで6,220海里と計算された。
起工が遅かった2番艦「サン・マルコ」はイタリアの主力艦としては初のタービン推進艦となり、主ボイラーはバブコックス&ウィルコックス式石炭・重油混焼缶22個とパーソンズ式直結式タービンを高速型と低速型で1組として2組4軸推進方式となり、出力も23000hp、速力23.7ノットを発揮した。航続性能は速力12ノットで航続距離は3100海里で、レシプロ機関よりも速力は0.5ノット向上したが航続性能は半減した。
就役後の1930年代後半に「サン・ジョルジョ」は老朽化したボイラーを新型の重油専焼水管缶8基へと換装して2本煙突となった。最高出力18,200馬力となり速力は18.6ノットで重油1,300トンを搭載できた。

## 同型艦
- サン・ジョルジョ（イタリア語版）

カステラマーレ・デ・ステビア造船所にて1905年7月4日に起工、1908年7月27日進水、1908年7月27日に就役。1937年～1938年に近代化改装実施、1941年1月22日にトブルクで連合軍の空襲により大破後、自沈処分。着底後、イギリス海軍の将兵が見学している。1946年10月に除籍。1952年に浮揚後、解体のためにイタリアへと回航中に沈没。
- サン・マルコ（イタリア語版）

カステラマーレ・デ・ステビア造船所にて1907年1月2日に起工、1908年12月20日進水、1911年2月7日に就役。1931年～1935年に標的艦と改装。1943年のイタリア降伏とイタリア内戦勃発の際に、イタリア半島北部を制圧したドイツ軍が鹵獲。1944年にラ・スペツィアで自沈処分。1947年に除籍。1949年に浮揚後、解体処分。

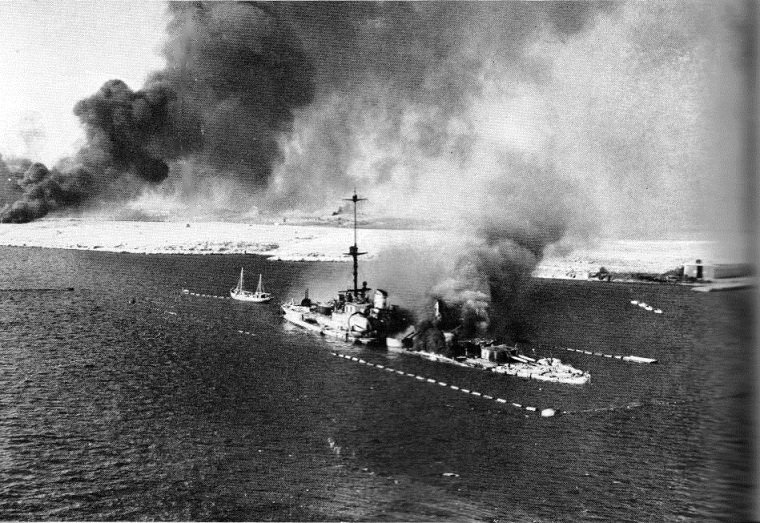
コンパス作戦で連合軍の空襲により炎上した「サン・ジョルジョ」。
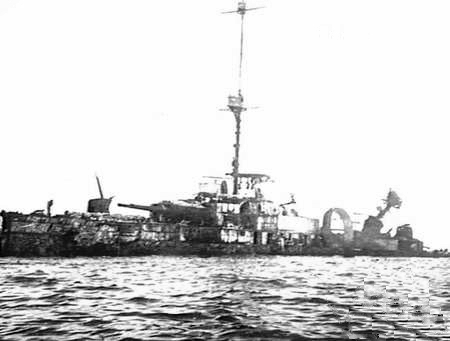
1942年に撮られた「サン・ジョルジョ」。

## 参考図書
- 「世界の艦船 増刊　イタリア巡洋艦史」（海人社)
- 「世界の艦船増刊第20集　第２次大戦のイタリア軍艦」（海人社）
- 「Conway All The World's Fightingships 1906–1921」（Conway）
- 「Conway All The World's Fightingships 1922-1946」（Conway）
- 「Jane's Fighting Ships Of World War I」（Jane）